# 巴氏无齿蟹
巴氏无齿蟹（学名：Acmaeopleura balssi）为方蟹科无齿蟹属的动物。分布于日本、马达加斯加以及中国大陆的山东等地，生活环境为海水，主要生活于泥、沙质海底以及常与环节动物共栖。